# La Fossette
Albums de Dominique A
Un disque sourd
(1991) Si je connais Harry
(1993)
La Fossette est le premier album de Dominique A, édité le 5 février 1992 sur le label Lithium. Il reprend plusieurs titres de son 33 tours autoproduit, Un disque sourd, paru confidentiellement en 1991 à 150 exemplaires.

## Historique
Premier réel album de Dominique A, produit par Vincent Chauvier et enregistré dans la chambre de Dominique A à Nantes sur un magnétophone quatre pistes à cassette, il est immédiatement soutenu par Bernard Lenoir dans son émission C'est Lenoir sur France Inter et le critique de Libération, Arnaud Viviant, qui écrit un article très élogieux, suivi par Les Inrocks,. Grâce à ses soutiens inattendus, Dominique A est mis en lumière très jeune, à 23 ans, et dès son premier album.
Cet album fait marque de nouveauté dans la chanson française, mêlant des thèmes intimistes, souvent assez noirs, des « tristesses ordinaires » axées sur les sentiments amoureux insatisfaits, portés par une écriture particulièrement sobre et une mise en musique minimaliste et rythmique jouée par un duo guitare-clavier électronique. La chanson Le Courage des oiseaux, dont la forte composante poétique marquera dès le début le style de Dominique A, constitue à cet égard un titre caractéristique et essentiel de son répertoire, chanson qu'il revisite régulièrement sur scène dans des styles différents. De nombreux chanteurs, parmi lesquels Miossec, Mickey 3D, Vincent Delerm, Cali, ou Jeanne Cherhal, reconnaissent l'influence de ce titre en particulier sur leur travail ainsi que certains écrivains tels que Arnaud Cathrine, Brigitte Giraud et Olivier Adam.
À l'occasion des vingt ans de carrière de l'artiste, l'album est réédité le 9 janvier 2012 en édition spéciale de deux CD remasterisés, incluant l’album Un disque sourd, premier disque autoproduit de l’artiste, depuis longtemps indisponible.

## Matériel
Dominique A a utilisé pour ce premier album un Yamaha PSS-580, une guitare Takamine et une Fender ainsi que la fonction boite à rythme du Casio VL-1 (ou VL-Tone) pour le titre Les habitudes se perdent[réf. nécessaire].

## Liste des titres de l'album
| No  | Titre                    | Durée      |
| --- | ------------------------ | ---------- |
| 1.  | Vivement dimanche        | 3 min 55 s |
| 2.  | Février                  | 1 min 51 s |
| 3.  | Trombes d'eau            | 1 min 15 s |
| 4.  | Va t'en                  | 6 min 01 s |
| 5.  | L'Un dans l'autre        | 1 min 58 s |
| 6.  | Mes lapins               | 2 min 08 s |
| 7.  | Sous la neige            | 3 min 05 s |
| 8.  | Le Courage des oiseaux   | 2 min 33 s |
| 9.  | Les habitudes se perdent | 2 min 56 s |
| 10. | Ce qui sépare            | 2 min 32 s |
| 11. | Passé l'hiver            | 3 min 09 s |
| 12. | La Folie des hommes      | 2 min 35 s |
| 13. | L'Écho                   | 4 min 14 s |

| 1.  | Le Courage des oiseaux (Un disque sourd)     |  |
| 2.  | Passé l'hiver (Un disque sourd)              |  |
| 3.  | Ce qui sépare (Un disque sourd)              |  |
| 4.  | La Bête (Un disque sourd)                    |  |
| 5.  | Syl (Un disque sourd)                        |  |
| 6.  | Un tour de manche (Un disque sourd)          |  |
| 7.  | Silence entre nos larmes (Un disque sourd)   |  |
| 8.  | Everyday's Not Like Sunday (Un disque sourd) |  |
| 9.  | Sous la neige (Un disque sourd)              |  |
| 10. | La Folie des hommes (Un disque sourd)        |  |
| 11. | Tout le temps (Un disque sourd)              |  |
| 12. | Points de mire (Un disque sourd)             |  |
| 13. | L'Attirance (Un disque sourd)                |  |
| 14. | L'Histoire chuchotée de l'art                |  |
| 15. | Il faut être un fantôme                      |  |
| 16. | Balbadru et les lumières                     |  |
| 17. | Les habitudes se perdent (1re version)       |  |
| 18. | Why I Bleed                                  |  |